# 晋安公主 (后梁)
晋安公主，后梁公主，是中国五代十国后梁末帝朱友贞之女，嫁罗周敬（魏博节度使罗绍威之第三子）。按罗周敬墓志，又作普安公主。
她的姑母安阳公主、金华公主嫁给罗绍威的大儿子罗廷规。姐姐寿春公主嫁给罗绍威的二儿子罗周翰。915年，罗周翰去世，罗周敬继任宣义军节度使（滑州），年十岁，镇忠武军（同州）。916年，为秘书监、驸马都尉、光禄卿，娶晋安公主。后唐庄宗时罗周敬为金吾大将军，唐明宗以罗周敬为匡国军节度使（同州），后罢为上将军。后晋天福二年（937年）罗周敬卒，年三十二岁。罗周敬诸子守太子舍人罗延赏、罗延绪、罗延宗皆公主所出。罗周敬二女分别嫁给郝氏、娄氏，非公主所出。